# Нёч-им-Гайльталь
Нёч-им-Гайльталь (нем. Nötsch im Gailtal) — ярмарочная коммуна (нем. Marktgemeinde) в Австрии, в федеральной земле Каринтия. 
Входит в состав округа Филлах.  Население составляет 2338 человек (на 31 декабря 2005 года). Занимает площадь 42,2 км². Официальный код  —  2 07 19.

## Политическая ситуация
Бургомистр коммуны — Франц Штаудахер (СДПА) по результатам выборов 2003 года.
Совет представителей коммуны (нем. Gemeinderat) состоит из 19 мест.
- СДПА занимает 12 мест.
- АНП занимает 5 мест.
- АПС занимает 2 места.

## Персоналии
- Колиг, Антон (1886—1950) — австрийский художник-экспрессионист.